# サッポロ一番しょうゆ味
サッポロ一番しょうゆ味（サッポロいちばん しょうゆあじ）とは、サンヨー食品から発売されている袋麺、およびカップ麺である。
2016年に1966年1月の発売開始から50周年を迎えた、サッポロ一番シリーズで最も歴史の長い製品である。

## 概要
1966年1月5日、袋麺タイプのインスタントラーメンとして、サンヨー食品から発売された。当時の商品名はサッポロ一番であったが、2代目社長以降、「サッポロ一番しょうゆ味」（「サッポロ一番しょうゆラーメン」ではない）と商品名が変更され、現在に至った。日清食品の「チキンラーメン」と「出前一丁」、エースコックの「ワンタンメン」、明星食品の「チャルメラしょうゆ味」と並ぶ袋麺のベストセラー。発売後から様々な改良が施され、現在では、薬味としてフリーズドライの野菜が添付されたカップ式の「サッポロ一番しょうゆ味 どんぶり（1999年1月発売）」「サッポロ一番しょうゆ味 ミニどんぶり（1999年1月発売）」も発売されている。
発売当時のパッケージは「即席ラーメンは サッポロ一番」と表記されていたが、現在のパッケージは「即席ラーメンは」の部分が「うまさ サッポロにあり!!」に変更されている。

## 味
ラーメン自体は、札幌のラーメン横町に実在した店のラーメンを手本に作られており、スープは鶏ガラをベースにジンジャー、ガーリック、オニオンなど香味野菜ブレンドし、麺はそのスープが程よく絡むしょうゆを練り込んだ四角い断面のちぢれ麺。また、小袋に入った特製スパイス（こしょう）も付いているが、これは、個人の好みでラーメンに振り掛けるものである。

## 種類
- サッポロ一番 しょうゆ味（袋麺）：内容量100g（麺92g含む）
- サッポロ一番 しょうゆ味 どんぶり：内容量80g（麺65g含む）
- サッポロ一番 しょうゆ味 ミニどんぶり：内容量44g（麺30g含む）